# オンシャン
オンシャン（モンゴル語: Ongšan, 中国語: 王禅、? - 1328年）は、晋王カマラの長男の梁王スンシャンの息子で、モンゴル帝国の皇族。『元史』などの漢文史料では王禅（wángchán）と記される。

## 概要
セチェン・カアン（世祖クビライ）よりモンゴリアの統治を委ねられた晋王カマラの孫として生まれた。
父のスンシャンはかつて「梁王」として雲南を統治していたが、病気を理由としてその地位を降り、一時雲南はアウルクチ家の皇族によって治められていた。しかしオンシャンが成長すると延祐7年（1320年）に「雲南王」に封ぜられ、かつての父と同様に雲南に趣き雲南統治に携わるようになった。
泰定元年（1324年）に叔父に当たるイェスン・テムルがカアンに即位すると、オンシャンはカマラ王家の一員として厚遇されるようになる。同年中には雲南王からかつて父が称していた「梁王」に格上げとなり、息子のテムル・ブカが代わりに雲南王となった。
泰定3年（1326年）には北方モンゴリアに派遣され、モンケ家のチェチェクトゥとともにモンゴリアの統治を行った。また、代々カマラ王家が務めてきたチンギス・カンの四大オルドの管理も委ねられている。これらの活動から、遼王トクトらと並んでオンシャンはイェスン・テムル政権の中枢を担う人材と見なされていた。
泰定5年（1328年）、イェスン・テムル・カアンが死去すると、次のカアン位を巡ってイェスン・テムルの遺児のアリギバを擁立する上都派と、トク・テムルを擁立する大都派の間で「天暦の内乱」が勃発した。この天暦の内乱において、オンシャンはダウラト・シャー、遼王トクトらと並んで上都派の首魁として認識されており、実際に上都派の主力軍を率いて南下したのはオンシャンであった。

## 子孫
前述したように、オンシャンの雲南王位を継いだ息子のテムル・ブカがいた。
天暦の内乱終結後、戦後処理の一環として至順元年（1330年）にオンシャンの息子が海南島の吉陽軍に流刑とされたとの記録が存在するが、この人物は雲南王テムル・ブカではないかと考えられている。

## 晋王カマラ家
- セチェン・カアン（世祖クビライ）(Qubilai Qaγan ＞忽必烈/hūbìliè, قوبيلاى/Qūbīlāī)
  - 皇太子チンキム(Činkim ＞真金/zhēnjīn, چيم كيم/Chīm kīm)
    - 晋王カマラ(Kammala ＞甘麻剌/gānmálá, كملا/Kamalā)
      - イェスン・テムル・カアン（泰定帝）(Yesün Temür ＞也孫鉄木児/yěsūntiěmùér, ییسون تیمور/Yīsūn tīmūr)
        - ラキパク・カアン（天順帝）(Razibaγ ＞阿吉里八/ājílǐbā)
        - 晋王パドマギャルポ(Badima irgelbu ＞八的麻亦児間卜/bādemáyìérjiānbo)
        - ソセ太子(Söse ＞小薛/xiǎoxuē)
        - ヨンダン・ジャンボ太子(Yondan zhangbu ＞允丹蔵卜/yǔndānzàngbo)

      - 梁王スンシャン(Sungšan ＞松山/sōngshān, جونگشای/jūngšāī)
        - 梁王オンシャン(Ongšan ＞王禅/wángchán)
          - 雲南王テムル・ブカ(Temür buqa ＞帖木児不花/tiěmùérbúhuā)

      - 湘寧王デルゲル・ブカ(Delger buqa ＞迭里哥児不花/diélǐgēér búhuā, دلگربوقا/delger būqā)
        - 湘寧王バラシリ(Balaširi ＞八剌失里/bālàshīlǐ)